# Radoslav Kušej
Radoslav Kušej, slovenski pravnik in pedagog, * 21. julij 1875, Spodnje Libuče, † 10. maj 1941, Ljubljana.
Radoslav Kušej se je rodil v Spodnjih Libučah (nemško Unterloibach) na Koroškem. Šolal se je v Pliberku, nato na benediktinski gimnaziji v Šentapavlu v Labotski dolini (Sankt Paul im Lavanttal) pri Labotu in v Celovcu. Pravo je študiral na Dunaju, kjer je 1901 tudi doktoriral.  Sprva je bil zaposlen v sodstvu, leta 1905 pa je nadaljeval študij. Specializiral se je na cerkvenopravnem inštitutu Ulricha Stutza v Bonnu. Po specializaciji se je vrnil v sodno službo. Kljub redni zaposlitvi v sodstvu se je posvetil zgodovinskemu raziskovanju in dokončal obsežen zgodovinski pregled o preureditvi škofij v Notranji Avstriji pod Jožefom II.. S tem delom je dosegel mednarodni ugled. Kušej, katerega specialnost je bilo cerkveno pravo je od leta 1919 predaval cerkveno pravo na Pravni fakulteti v Ljubljani. Bil je tudi prodekan in dekan Pravne fakultete, nato pa še rektor in prorektor Univerze v Ljubljani. Leta 1938 je bil izvoljen za rednega člana SAZU. Njegov si nje bil prav tako pravnik, profesor in akademik Gorazd Kušej.